# Sermontain
Laserpitium siler
Espèce
Le Sermontain ou Laser siler (Laserpitium siler) est une espèce de plantes à fleurs du genre Laserpitium et de la famille des Apiacées. C'est une plante herbacée vivace

## Synonymes
- Lacellia montana Bubani
- Laserpitium montanum Lam., 1779
- Laserpitium siler var. platypterum Schmidely, 1884
- Siler lancifolium Moench, 1794
- Siler montanum Crantz, 1767
- Lacellia montana Bubani, 1899

En Serbie, il a comme nom vernaculaire celui d'une herbe magique, la Raskovnik.

## Description
C'est une plante vivace haute de 30 centimètres à 1 mètre, glabre, présentant des feuilles à folioles elliptiques et non dentées. Les fleurs sont blanches et les fruits odorants.

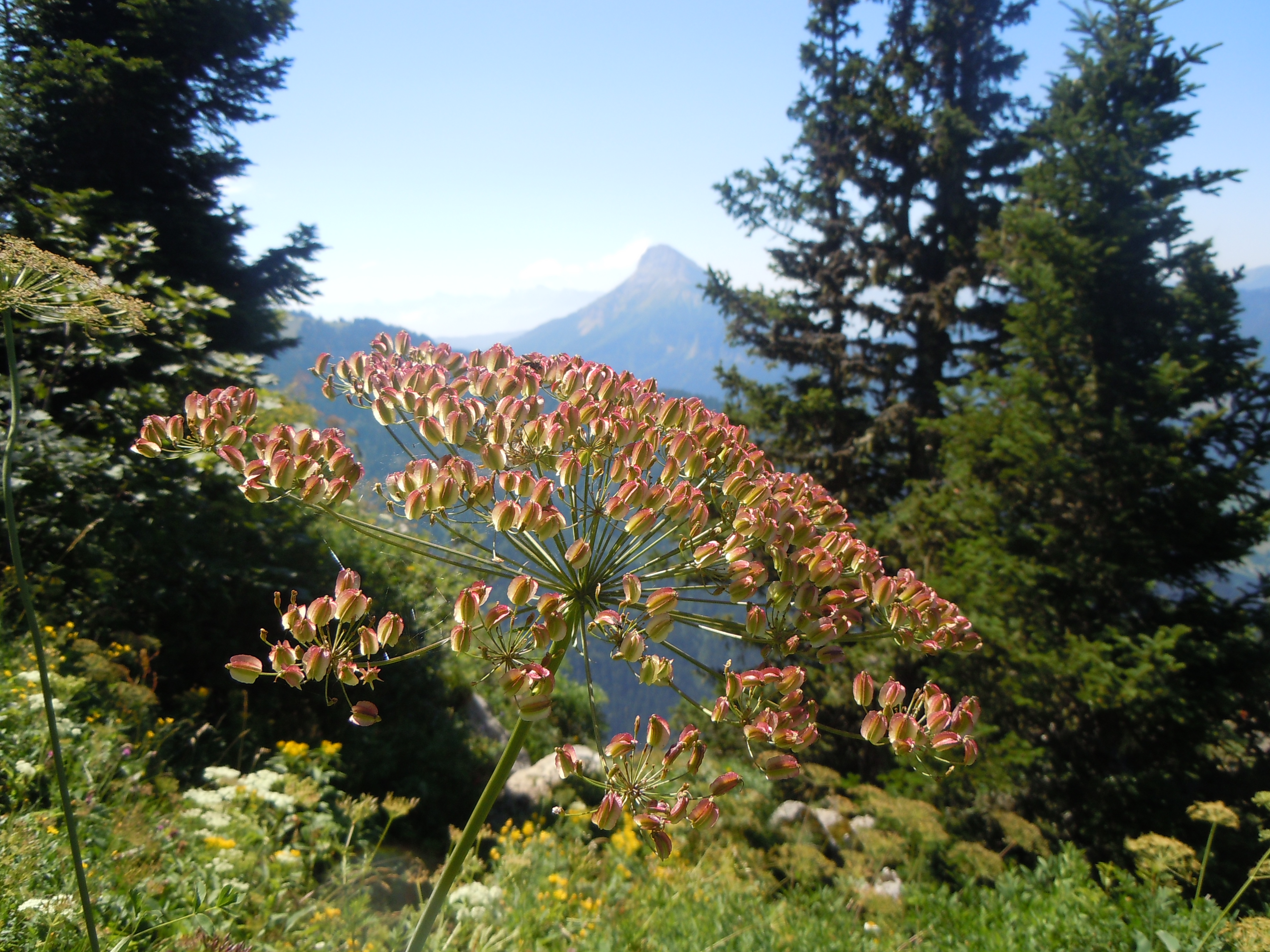
Ombelle en graines.

## Habitat et répartition
Le Sermontain est une plante de montagne calcaire qu'on trouve à partir de 500 m d'altitude. En France, on peut le croiser dans les Pyrénées, les Cévennes (Causses) et les Alpes. En limite haute, il peut atteindre 2 000 m, voire 2 400 m dans les massifs les plus méridionaux. Il croît dans les bois clairs et les rocailles.